# 石黒佐近
石黒 佐近（いしぐろ さこん、1959年 - ）は、日本の小説家（男性）。北海道夕張市生まれ。兵庫県立西宮北高等学校を経て京都府立大学農学部林学科を卒業後、同大学大学院修士課程を修了した。
2015年、小説『山峡』が樋口一葉記念第23回やまなし文学賞小説部門を受賞した。
2020年、『青蓮院』で山梨新春文芸佳作二席。2021年、『甲斐の夜長』で山梨新春文芸入選
山梨文芸協会事務局長。やまなし県民文化祭文学部門審査員。元山梨県庁職員。本名、中安正議。